# Sacha Prechal
Alexandra "Sacha" Prechal (* 15. března 1959 v Praze) je nizozemská právnička a soudkyně. Od roku 2010 je soudkyní Soudního dvora Evropské unie.
Sacha Prechal se narodila v Praze v roce 1959. Spolu s rodiči emigrovala do Nizozemska. V letech 1977–1983 studovala na univerzitě v Groningenu, doktorát získala na Amsterdamské univerzitě. Pracovala na Soudu Evropských společenství, poté na univerzitě v Tilburgu a později na Univerzitě v Utrechtu, kde působí dodnes. Od roku 2010 zastupuje Nizozemsko jako soudkyně Soudního dvora Evropské unie.